# Lorenzenite
La lorenzenite è un minerale.